# 12 Stones (álbum)
12 Stones é o álbum de estreia da banda 12 Stones. Foi lançado em 2002 pela Wind-up Records.
A WWE usou algumas das suas músicas para sua promoção. "Home" foi usada para o vídeo de Kurt Angle, no evento WWE Desire. A canção "Broken" foi usada no WWE Judgment Day em Maio de 2002. Músicas como "Running Out of Pain" e "Back Up"  foram usadas em Cheating Death, Stealing Life - The Eddie Guerrero Story.

## Faixas
| N.º | Título                | Duração |  |
| 1.  | "Crash"               | 3:42    |  |
| 2.  | "Broken"              | 2:59    |  |
| 3.  | "The Way I Feel"      | 3:47    |  |
| 4.  | "Open Your Eyes"      | 3:11    |  |
| 5.  | "Home"                | 4:24    |  |
| 6.  | "Fade Away"           | 3:56    |  |
| 7.  | "Back Up"             | 3:57    |  |
| 8.  | "Soulfire"            | 2:54    |  |
| 9.  | "In My Head"          | 3:53    |  |
| 10. | "Running Out of Pain" | 3:11    |  |
| 11. | "My Life"             | 3:04    |  |
| 12. | "Eric's Song"         | 3:23    |  |

## Desempenho nas paradas musicais
| Parada musical (2002/2003)            | Melhor posição |
| ------------------------------------- | -------------- |
| Estados Unidos (Billboard 200)        | 147            |
| Estados Unidos (Top Christian Albums) | 10             |
| Estados Unidos (Top Heatseekers)      | 3              |